# Altaiotettix forficula
Altaiotettix forficula är en insektsart som beskrevs av Vilbaste 1965. Altaiotettix forficula ingår i släktet Altaiotettix och familjen dvärgstritar. Inga underarter finns listade i Catalogue of Life.